# Elaeocarpus latescens
Elaeocarpus latescens är en tvåhjärtbladig växtart som beskrevs av F. Müll.. Elaeocarpus latescens ingår i släktet Elaeocarpus och familjen Elaeocarpaceae. Inga underarter finns listade i Catalogue of Life.